# 다니엘 파사레야
다니엘 알베르토 파사레야(스페인어: Daniel Alberto Passarella, 1953년 5월 25일 ~ )는 아르헨티나의 전 축구 선수로 센터백으로 활약하였고, 아르헨티나와 우루과이의 국가대표팀의 전 감독이다. 그는 1978년 FIFA 월드컵을 우승한 아르헨티나 팀의 주장이었다. 그는 2009년 12월 매우 가까운 차이에 의하여 선거를 이긴 후 4년 동안 리버 플레이트의 회장이었다. 별명은 위대한 주장(El Gran Capitán)이다.
사상 거대한 수비수들 주의 하나로 넓게 숙고된 파사레야는 또한 능숙한 골 득점자이기도 하였으며 451개의 매치에서 134개의 골과 함께 그는 한 포인트에 축구의 최고 득점 수비수였으며 이어서 기록은 네덜란드의 수비수 로날트 쿠만에 의하여 깨졌다. 2004년 파사레야는 FIFA 시상식에서 거대한 생존 축구 선수들 125명 중의 하나로 임명되었다. 2007년 타임스는 그를 역사상 50명의 가장 어려운 선수들의 명단에서 36위에 놓았다. 2017년 그는 56번째 포지션에서 100명의 사상 거대한 선수들의 FourFourTwo 명단에 헌액되었다.

## 클럽 경력
부에노스아이레스주 차카부코에서 태어난 파사레야는 후닌의 사르미엔토에서 자신의 경력을 시작하였다. 거기서부터 그는 리버 플레이트에 입단하여 자신의 시기의 아르헨티나 최고의 수비수들 중의 하나가 되었고, 아르헨티나 축구 국가대표팀에서 선택되기 시작하였다.
1982년 FIFA 월드컵에서 자신의 좋은 상연들이 있던 후에 그는 그해 이탈리아의 피오렌티나에 입단하여 이탈리아 세리에 A에서 한 시즌 (1986년에 11개)에 수비수를 위한 골 기록을 득점하였으며 그의 기록은 마르코 마테라치에 의하여 깨졌던 2001년까지 남아있었다.
1986년 그는 인테르나치오날레에 입단하여 1988년 자신의 이탈리아 클럽 활약 경력을 끝냈다. 세리에 A에서 자신의 성공적인 마력이 있던 후에 그는 리버 플레이트로 돌아가 자신의 은퇴까지 활약하였다.
그는 필드에서 자신의 리더십 능력, 열정과 조직적인 용맹으로 "위대한 주장 (El Gran Capitán, 아르헨티나의 독립 영웅 호세 데 산마르틴의 별명)", "황제 (El Kaiser, 프란츠 베켄바워에게 언급)" 혹은 "우두머리"로 불리었다. 그는 가끔 공격에 가입한 수비수였으며 공격적인 활약들을 일으키고 끝마치는 도움을 주었다. 그는 네덜란드의 수비수 로날트 쿠만에 의하여 깨졌던 기록인 451개의 매치에서 134개의 골과 함께 최고 득점 수비수였다.
그의 희박한 경기는 방어적으로 그리고 공격에서 둘다 효과적이었다. 그는 자신의 평균 신장 (1.73m)에 불구하고 빈번한 헤더를 득점하였다. 그는 가장 좋은 프리킥과 페널티 슈터였다. 그는 또한 주심의 주시를 피하는 데 관리하는 동안 라이벌들을 상대로 자신의 팔꿈치를 이용하는 것으로 주목을 받았다. 파사레야와 칠레의 엘리아스 피게로아는 남아메리카의 역사상 최고의 수비수들로 숙고되었다.

## 국제 경력
아르헨티나 국가대표팀의 중심 인물들 중의 하나인 그는 아르헨티나에서 1978년 FIFA 월드컵이 열린 동안 결국적으로 국가대표팀의 주장을 맡았다. 그는 아르헨티나가 결승전을 우승했을 때 우승컵이 처음으로 그에게 넘겨졌을 때 그것을 잡는 데 첫 아르헨티나 선수였다. 1986년 FIFA 월드컵의 예선 라운드가 열린 동안 파사레야는 득점하는 데 동료 선수 리카르도 가레카를 허용하면서 페루를 상대로 그들의 매치의 최종의 분에서 아르헨티나의 자격을 보증한 골로 공헌하였다.
장염의 발작이 그가 멕시코에서 열린 1986년 월드컵을 놓쳤던 것을 의미하였다. 그는 수비수 호세 루이스 브론에 의하여 첫 팀에서 대체되었다. 파사레야는 토너먼트가 열리는 동안 주장 디에고 마라도나와 카를로스 빌라르도 감독과 이상한 관계를 가졌으며 그는 후에 빌라르도와 마라도나가 자신이 출장 못하게 된 것을 확실히 하였다는 것을 단언하였다. 그래도 선수단의 일부로 지내면서 그는 아르헨티나가 월드컵을 우승한 양팀에 나타나는 데 단 하나의 선수가 되었다.
1986년 선수단으로부터 자신의 이탈에 대비하여 피오렌티나를 위하여 활약한 동안 파사레야가 다른 선수의 부인과 바람을 피우러 모나코로 갈 것이며, 그러고나서 탈의실에서 그것에 관하여 자랑하였다는 것이 마라도나에 의하여 드러났다.

## 감독 경력
자신의 선수 생활 세월이 끝난 후, 그는 리버 플레이트의 감독이 되어 몇몇의 국내 타이틀을 우승하였다.
알피오 바실레를 대체하는 데 아르헨티나 국가대표팀의 감독으로 임명된 파사레야는 프랑스에서 열린 1998년 FIFA 월드컵과 경연 자신이 열린 동안을 위하여 자격 경기들이 열린 동안 감독이었다. 파사레야는 수석 코치로서 가까운 친구 아메리코 갈레고를 보유하였다. 파사레야는 자신의 팀에 장발, 귀걸이와 동성애자를 금지하여 몇몇의 선수들과 분쟁으로 이끌었다. 페르난도 레돈도와 클라우디오 카나히아는 결국적으로 파사레야를 위하여 활약하는 데 거부하였고, 팀으로부터 들어오지 못하게 되었다. 아르헨티나의 상연들은 기대했던 절정들로 전혀 도달하지 않았고, 팀은 네덜란드에게 마지막 분의 2 대 1로 패한 후 준준결승전에서 제거되었다. 탈락 후, 파사레야는 감독직을 떠나고 마르셀로 비엘사에 의하여 대체되었다.
파사레야는 그러고나서 우루과이 축구 국가대표팀의 감독이 되었으나 우루과이의 팀들로부터 선수들을 소환하는 문제를 가진 후 2002년 FIFA 월드컵을 위한 자격 경기들이 열린 동안 직위를 떠나고 말았다.
그 삽화적인 일이 있던 후, 파사레야는 2001년 자신이 5개의 연속적 패배 매치들 후에 해고를 당한 이탈리아에서 파르마의 감독으로서 잠시와 비성공적인 시기를 가졌다.
2003년 그는 CF 몬테레이와 함께 멕시코 축구 리그 타이틀을 우승하였다. 2004년 3월 그는 펠레에 의하여 거대한 생존 축구 선수들 125명 중의 하나로 임명되었다. 그는 그러고나서 브라질에서 코린치앙스의 감독으로 기용되었으나 나쁜 결과들의 마력이 있던 몇달 후에 해고되었다.
2006년 1월 9일 그는 레이날도 메를로의 갑작스런 이탈에 의하여 남겨진 자리를 영유하는 데 12년 만에 다시 리버 플레이트의 감독으로 임명되었다. 2007년 11월 15일 리버 플레이트가 2007년 코파 수다메리카나의 준결승전에서 아르세날 데 사란디에 의하여 페널티들로 꺾인 후에 감독으로서 사임하였다.
2018년의 여름 공개적으로 복귀에 관심을 표명한 그는 안토니오 모하메드의 이탈 후에 두번째로 CF 몬테레이의 새로운 감독이 되는 데 선도자로서 넓게 보였으나 클럽은 최후적으로 디에고 알론소를 임명하기로 결정하였다.

## 영예

### 선수

#### 리버 플레이트
- 아르헨티나 프리메라 디비시온 (6회) - 1975년 메트로폴리타노, 나시오날, 1977년 메트로폴리타노, 1979년 메트로폴리타노, 나시오날, 1980년 메트로폴리타노, 1981년 나시오날

#### 국가 대표팀

##### 아르헨티나
- FIFA 월드컵 - 1978년, 1986년

### 개인적
- 아르헨티나 올해의 축구 선수 (1976년)
- FIFA 월드컵 올스타 팀 (1978년)
- FIFA 100 (2004년)
- 골든 푸트 전설상 (2015년)
- 아르헨티나 축구 협회 사상 팀 (2015년 발간)
- 월드 사커 - 100명의 사상 거대한 축구 선수들
- 피오렌티나 사상 6위

### 감독

#### 리버 플레이트
- 아르헨티나 프리메라 디비시온 - 1989년 ~ 1990년, 아페르투라 1991년, 아페르투라 1993년

#### CF 몬테레이
- 리가 MX - 클라우수라 2003년

#### 개인적
- 올해의 남아메리카 감독 (1997년)